# Olibrinus truncatus
Olibrinus truncatus là một loài chân đều trong họ Olibrinidae. Loài này được Taiti & Ferrara miêu tả khoa học năm 1991.